# Třída Dealey
Třída Dealey byla lodní třída eskortních torpédoborců (dnes jsou uváděny jako fregaty) Námořnictva Spojených států amerických. Byly to první americká eskortní plavidla postavená po skončení druhé světové války. Projektována byla především pro doprovod konvojů. V letech 1952–1957 bylo pro americké námořnictvo postaveno třináct jednotek této třídy. Z jejich konstrukce byly odvozeny též norské fregaty třídy Oslo (5 ks) a portugalské fregaty třídy Almirante Pereira da Silva (3 ks).
Operační služba eskortních torpédoborců třídy Dealey v americkém námořnictvu byla poměrně krátká (průměrně 15 let). Námořnictvo třídu provozovalo v letech 1954–1973. Jejich vyřazení proběhlo souběžně s nástupem mnohem větších a výkonnějších fregat třídy Knox, které nad rozdíl od třídy Dealey nesly protiponorkový vrtulník SH-2 Seasprite. 
Dvě vyřazena plavidla od USA získaly zahraniční uživatelé. USS Dealey odkoupila Uruguay, která ho jako ROU 18 De Julio (DE-3) provozovala do roku 1991. Naopak USS Hartley získala Kolumbie, která ho do roku 1994 provozovala jako ARC Boyaca (DE-16) a poté plavidlo zachovala jako muzejní loď. Ostatních 12 lodí bylo sešrotováno.

## Stavba
Vývoj první poválečné generace eskortních plavidel byl zahájen v září 1949, přičemž se vycházelo z předcházející třídy John C. Butler. Plavidla byla navržena s ohledem na případnou velkosériovou výstavbu a s důrazem na nízkou siluetu, nízké provozní náklady a malou posádku. Celkem bylo postaveno 13 jednotek této třídy. Na stavbě se podílely loděnice Bath Iron Works v Bathu ve státě Maine, Defoe Shipbuilding Company v Bay City ve státě Michigan, Puget Sound Bridge and Dredging Company v Seattlu ve státě Washington, Bethlehem Pacific Coast Steel Corporation v  Alamedě ve státě California, New York Shipbuilding Company v Camdenu ve státě New Jersey.
Jednotky třídy Dealey:
| Jméno                           | Loděnice        | Zahájení stavby | Spuštěna           | Vstup do služby    | Status                                                                                         |
| ------------------------------- | --------------- | --------------- | ------------------ | ------------------ | ---------------------------------------------------------------------------------------------- |
| USS Dealey (DE-1006)            | Bath Iron Works | 1952            | 8. listopadu 1953  | 3. června 1954     | Vyřazena 1972, získána Uruguaií jako ROU 18 De Julio (DE-3), vyřazena 1991.                    |
| USS Cromwell (DE-1014)          | Bath Iron Works | 1953            | 20. srpna 1954     | 24. listopadu 1954 | Vyřazena 1973.                                                                                 |
| USS Hammerberg (DE-1015)        | Bath Iron Works | 1953            | 20. srpna 1954     | 2. března 1955     | Vyřazena 1974.                                                                                 |
| USS Courtney (DE-1021)          | Defoe SB        | 1954            | 2. listopadu 1955  | 24. září 1956      | Vyřazena 1973.                                                                                 |
| USS Lester (DE-1022)            | Defoe SB        | 1954            | 5. ledna 1956      | 14. června 1957    | Vyřazena 1973.                                                                                 |
| USS Evans (DE-1023)             | Puget Sound     | 1955            | 14. září 1955      | 14. června 1957    | Vyřazena 1973.                                                                                 |
| USS Bridget (DE-1024)           | Puget Sound     | 1955            | 25. dubna 1956     | 24. října 1957     | Vyřazena 1973.                                                                                 |
| USS Bauer (DE-1025)             | Bethlehem Steel | 1955            | 4. června 1957     | 21. listopadu 1957 | Vyřazena 1973.                                                                                 |
| USS Hooper (DE-1026)            | Bethlehem Steel | 1956            | 1. srpna 1957      | 18. března 1958    | Vyřazena 1973.                                                                                 |
| USS John Willis (DE-1027)       | New York SB     | 1955            | 4. února 1956      | 21. února 1957     | Vyřazena 1972.                                                                                 |
| USS Van Voorhis (DE-1028)       | New York SB     | 1955            | 26. července 1956  | 22. dubna 1957     | Vyřazena 1972.                                                                                 |
| USS Hartley (DE-1029)           | New York SB     | 1955            | 24. listopadu 1956 | 26. června 1957    | Vyřazena 1972, získána Kolumbií jako ARC Boyaca (DE-16), vyřazena 1994, muzejní loď v Guatape. |
| USS Joseph K. Taussig (DE-1030) | New York SB     | 1956            | 9. března 1957     | 10. září 1957      | Vyřazena 1972.                                                                                 |

## Konstrukce

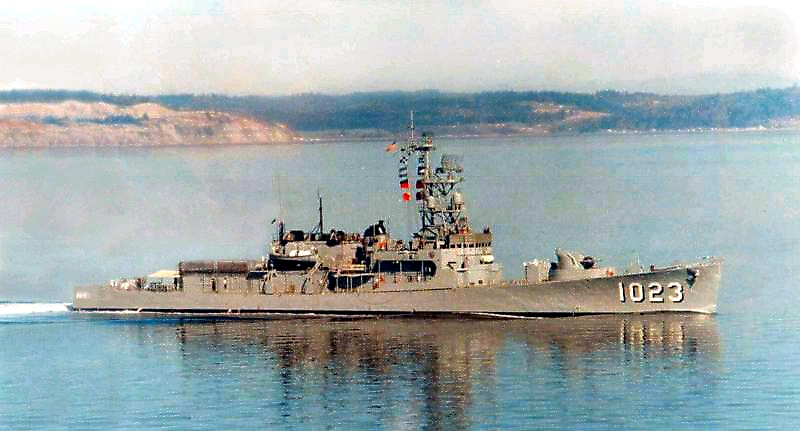
USS Evans (DE-1023)

Plavidla měla ocelový trup a nástavby ze slitin hliníku. Hlavňovou výzbroj tvořily čtyři dvouúčelové 76mm/50 kanóny Mk.33 ve dvoudělové věži na přídi a na zádi. Hlavní protiponorkovou výzbrojí byl jeden vrhač RUR-4 Weapon Alpha (pouze Dealey nesl starší britský vrhač Squid), který doplňovala jedna skluzavka a šest vrhačů hlubinných pum. Na palubě byl hladinový vyhledávací Radar SPS-5, vzdušný vyhledávací radar SPS-6C a nízkofrekvenční sonar SQS-4. Pohonný systém tvořily dva kotle Foster-Wheeler a turbína De Laval o výkonu 20 000 shp, pohánějící jeden lodní šroub. Kormidla byla dvojitá. Nejvyšší rychlost dosahovala 27 uzlů. Dosah byl 6000 námořních mil při rychlosti 12 uzlů.

### Modernizace

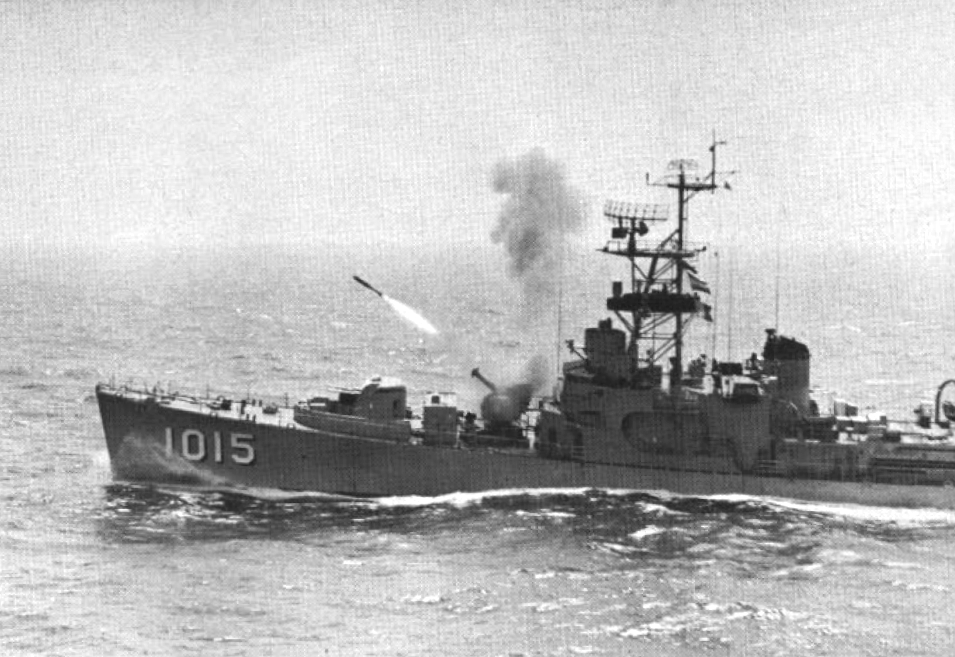
USS Hammerberg (DE-1015) při palbě ze systému Weapon Alpha

Roku 1962 prošlo 10 plavidel (vyjma Dealey, Courtney a Cromwel) modernizací FRAM. Dosavadní sonar byl nahrazen výkonnějším SQS-23, přičemž zadní dělovou věž nahradila přistávací plocha a hangár pro bezpilotní protiponorkový vrtulník systému DASH, který byl vyzbrojen lehkým 324mm torpédem Mk.46. Zbývající trojice naopak dostala nový sonar s měnitelnou hloubkou ponoru. Další změnou bylo odstranění systémů Squid a Weapon Alpha ze všech jednotek a jejich nahrazení dvěma trojhlavňovými 324mm protiponorkovými torpédomety Mk.32, ze kterých byla odpalována torpéda Mk.44 a Mk.46.